# Crotalus oreganus
Crotalus oreganus este o specie de șerpi din genul Crotalus, familia Viperidae, descrisă de Holbrook 1840. A fost clasificată de IUCN ca specie cu risc scăzut.

## Subspecii
Această specie cuprinde următoarele subspecii:
- C. o. abyssus
- C. o. caliginis
- C. o. cerberus
- C. o. concolor
- C. o. helleri
- C. o. lutosus
- C. o. oreganus